# Lena Micko
Lena Micko, née le 18 juin 1955 à Umeå (Suède), est une femme politique suédoise, membre du Parti social-démocrate suédois des travailleurs.

## Jeunesse
De 1971 à 1974, Lena Micko étudie les humanités à la Katedralskolan Upper Secondary Scjool de Linköping avant d'étudier le français à l'Université de Linköping.

## Carrière
Le 1er octobre 2019, elle est nommée pour remplacer Ardalan Shekarabi au poste de Ministre des Finances de Suède lorsque celui-ci récupère le poste de Ministre de la Sécurité sociale dans le gouvernement Löfven.